# 狭石岭古道
狭石岭古道，又称玉泉岭古道，位于中国浙江省宁波市鄞州区瞻岐镇方桥村，明代古道，其中点称为龙口，两边由块石砌筑成堡垒状，距龙口北边150米处有凉亭，为清嘉庆时所建，供过往行人歇息，是沟通大嵩滨海地区和鄞县东吴、五乡一带的重要古道，2018年3月20日公布为鄞州区文物保护单位。